# VM i ishockey 2007
VM i ishockey 2007 var det 71. verdensmesterskab i ishockey, arrangeret af IIHF. Det egentlige VM (tidligere A-VM) med deltagelse af de 16 bedste landshold blev spillet 27. april–13. maj 2007 i Moskva, Rusland. VM i de lavere divisioner (tidl. B-, C- og D-VM) blev spillet på forskellige terminer i løbet af april 2007. Der var i alt tilmeldt 46 landshold til mesterskabet, men afbud fra Nordkorea og Armenien betød, at det endelige deltagerantal endte på 44 hold.
Til VM 2007 blev der for første gang spillet efter det såkaldte tre-pointsystem, hvilket betød følgende:
- I kampe, hvor der var fundet en vinder efter 3×20 minutter, tildeltes vinderen 3 point og taberen 0 point.
- I uafgjorte kampe blev der spillet fem minutters forlænget spilletid, evt. efterfulgt af straffeslagskonkurrence. Vinderen tildeltes 2 point, mens taberen måtte nøjes med 1 point.

Danmarks slutplacering som nr. 10 var Danmarks bedste placering nogensinde.

## Samlet rangering
| VM     | VM           |
| ------ | ------------ |
| Guld   | Canada       |
| Sølv   | Finland      |
| Bronze | Rusland      |
| 4.     | Sverige      |
| 5.     | USA          |
| 6.     | Slovakiet    |
| 7.     | Tjekkiet     |
| 8.     | Schweiz      |
| 9.     | Tyskland     |
| 10.    | Danmark      |
| 11.    | Hviderusland |
| 12.    | Italien      |
| 13.    | Letland      |
| 14.    | Norge        |
| 15.    | Østrig       |
| 16.    | Ukraine      |

| 1. division | 1. division    |
| ----------- | -------------- |
| 17.         | Slovenien      |
| 18.         | Frankrig       |
| 19.         | Ungarn         |
| 20.         | Polen          |
| 21.         | Kasakhstan     |
| 22.         | Japan          |
| 23.         | Estland        |
| 24.         | Storbritannien |
| 25.         | Holland        |
| 26.         | Litauen        |
| 27.         | Rumænien       |
| 28.         | Kina           |

| 2. division | 2. division |
| ----------- | ----------- |
| 29.         | Kroatien    |
| 30.         | Sydkorea    |
| 31.         | Australien  |
| 32.         | Belgien     |
| 33.         | Spanien     |
| 34.         | Israel      |
| 35.         | Serbien     |
| 36.         | Island      |
| 37.         | Mexico      |
| 38.         | Bulgarien   |
| 39.         | Tyrkiet     |
| -           | Nordkorea   |

| 3. division | 3. division |
| ----------- | ----------- |
| 40.         | New Zealand |
| 41.         | Irland      |
| 42.         | Luxembourg  |
| 43.         | Sydafrika   |
| 44.         | Mongoliet   |
| -           | Armenien    |

## VM
| Land     | Stemmer |
| -------- | ------- |
| Rusland  | 66      |
| Tyskland | 16      |
| Sverige  | 11      |

Fire lande havde ansøgt om værtsskabet for det egentlige VM (tidligere kaldt A-VM): Canada, Rusland, Sverige og Tyskland. På IIHF's halvårskongres den 18. september 2003 tildeltes værtsskabet for afviklingen af mesterskabet til Rusland. Inden afstemningen om værtsskabet havde Canada trukket sit kanditatur, så der kun var tre lande tilbage at stemme om. Resultatet af afstemningen fremgår af tabllen til højre.
Oprindeligt var det meningen at VM-kampene skulle spilles i Skt. Petersborg og Moskva, men den 29. juli 2006 meddelte IIHF, at man af logistiske årsager havde besluttet at samle hele mesterskabet i Moskva. Kampene skal spilles i følgende to haller:
- Arena Khodynka (14.500 tilskuerpladser) – forventes at åbne i december 2006.
- Arena Mytisjtji (7.000 tilskuerpladser) – åbnet november 2005.

Mesterskabet har deltagelse af 16 nationer, af hvilke de 14 kvalificerede sig ved at slutte blandt de 14 bedste ved sidste VM, mens de to sidste hold, Tyskland og Østrig, kvalificerede sig ved at vinde hver deres 1. divisionsgruppe i 2006.
Holdene er blevet inddelt i fire grupper efter deres verdensranglisteplacering (angivet i parentes) efter sidste VM.
| Gruppe A     |
| ------------ |
| Sverige (1)  |
| Schweiz (8)  |
| Letland (9)  |
| Italien (17) |

| Gruppe B          |
| ----------------- |
| Tjekkiet (2)      |
| USA (7)           |
| Hviderusland (10) |
| Østrig (16)       |

| Gruppe C      |
| ------------- |
| Canada (3)    |
| Slovakiet (6) |
| Tyskland (12) |
| Norge (15)    |

| Gruppe D     |
| ------------ |
| Finland (4)  |
| Rusland (5)  |
| Ukraine (13) |
| Danmark (14) |

### Indledende runde
De tre bedste hold fra hver gruppe går videre til mellemrunden, mens det dårligste hold fra hver gruppe fortsætter i nedrykningsspillet.
| Dato  | Kamp              | Res. | Perioder          |
| ----- | ----------------- | ---- | ----------------- |
| 28.4. | Schweiz - Letland | 2-1  | 0-0, 2-1, 0-0     |
| 28.4. | Sverige - Italien | 7-1  | 2-1, 4-0, 1-0     |
| 30.4. | Schweiz - Italien | 2-1  | 1-0, 0-0, 1-1     |
| 30.4. | Letland - Sverige | 2-8  | 0-1, 0-3, 2-4     |
| 2.5.  | Italien - Letland | 4-3  | 0-1, 1-0, 2-2 1-0 |
| 2.5.  | Sverige - Schweiz | 6-0  | 0-0, 5-0, 1-0     |

| Gruppe A | Kampe | Mål  | Point |
| -------- | ----- | ---- | ----- |
| Sverige  | 3     | 21-3 | 9     |
| Schweiz  | 3     | 4-8  | 6     |
| Italien  | 3     | 6-12 | 2     |
| Letland  | 3     | 6-14 | 1     |

| Dato  | Kamp                    | Res. | Perioder      |
| ----- | ----------------------- | ---- | ------------- |
| 27.4. | USA - Østrig            | 6-2  | 3-1, 1-1, 2-0 |
| 27.4. | Hviderusland - Tjekkiet | 2-8  | 1-4, 1-1, 0-3 |
| 29.4. | Tjekkiet - Østrig       | 6-1  | 2-0, 1-1, 3-0 |
| 29.4. | USA - Hviderusland      | 5-1  | 3-0, 2-0, 0-1 |
| 1.5.  | Østrig - Hviderusland   | 2-5  | 1-2, 1-2, 0-1 |
| 1.5.  | Tjekkiet - USA          | 4-3  | 1-0, 1-1, 2-2 |

| Gruppe B     | Kampe | Mål  | Point |
| ------------ | ----- | ---- | ----- |
| Tjekkiet     | 3     | 18-6 | 9     |
| USA          | 3     | 14-7 | 6     |
| Hviderusland | 3     | 8-15 | 3     |
| Østrig       | 3     | 5-17 | 0     |

| Dato  | Kamp                 | Res. | Perioder      |
| ----- | -------------------- | ---- | ------------- |
| 28.4. | Tyskland - Canada    | 2-3  | 1-1, 1-1, 0-1 |
| 28.4. | Slovakiet - Norge    | 3-0  | 2-0, 1-0, 0-0 |
| 30.4. | Slovakiet - Tyskland | 5-1  | 1-0, 1-0, 3-1 |
| 30.4. | Canada - Norge       | 4-2  | 2-1, 0-1, 2-0 |
| 2.5.  | Norge - Tyskland     | 3-5  | 0-2, 3-3, 0-0 |
| 2.5.  | Canada - Slovakiet   | 5-4  | 1-1, 3-2, 1-1 |

| Gruppe C  | Kampe | Mål  | Point |
| --------- | ----- | ---- | ----- |
| Canada    | 3     | 12-8 | 9     |
| Slovakiet | 3     | 12-6 | 6     |
| Tyskland  | 3     | 8-11 | 3     |
| Norge     | 3     | 5-12 | 0     |

| Dato  | Kamp              | Res. | Perioder      |
| ----- | ----------------- | ---- | ------------- |
| 27.4. | Ukraine - Finland | 0-5  | 0-1, 0-3, 0-1 |
| 27.4. | Rusland - Danmark | 9-1  | 3-1, 5-0, 1-0 |
| 29.4. | Finland - Danmark | 6-2  | 3-1, 1-0, 2-1 |
| 29.4. | Rusland - Ukraine | 8-1  | 2-1, 3-0, 3-0 |
| 1.5.  | Danmark - Ukraine | 4-3  | 3-2, 1-0, 0-1 |
| 1.5.  | Finland - Rusland | 4-5  | 1-2, 0-2, 3-1 |

| Gruppe D | Kampe | Mål  | Point |
| -------- | ----- | ---- | ----- |
| Rusland  | 3     | 22-6 | 9     |
| Finland  | 3     | 15-7 | 6     |
| Danmark  | 3     | 7-18 | 3     |
| Ukraine  | 3     | 4-17 | 0     |

### Mellemrunde
De tre bedste hold fra hver indledende gruppe gik videre til mellemrunden, hvor holdene fra gruppe A og D blev samlet i gruppe E, mens holdene fra gruppe B og C samledes i gruppe F. Resultaterne fra indbyrdes opgør mellem hold fra samme indledende gruppe blev taget med til mellemrunden.
De fire bedste hold i hver gruppe går videre til kvartfinalerne. Nr. 5 og 6 i grupperne bliver rangeret som nr. 9-12 ud fra resultaterne i de to gruppespil.
| Dato | Kamp              | Res. | Perioder      |
| ---- | ----------------- | ---- | ------------- |
| 3.5. | Schweiz - Finland | 0-2  | 0-0, 0-0, 0-2 |
| 3.5. | Danmark - Sverige | 2-5  | 2-2, 0-1, 0-2 |
| 4.5. | Rusland - Italien | 3-0  | 0-0, 1-0, 2-0 |
| 5.5. | Schweiz - Danmark | 4-1  | 1-0, 2-1, 1-0 |
| 5.5. | Finland - Italien | 3-0  | 2-0, 0-0, 1-0 |
| 6.5. | Rusland - Schweiz | 6-3  | 2-0, 1-1, 3-2 |
| 6.5. | Sverige - Finland | 1-0  | 1-0, 0-0, 0-0 |
| 7.5. | Italien - Danmark | 2-5  | 0-3, 2-0, 0-2 |
| 7.5. | Sverige - Rusland | 2-4  | 1-1, 1-1, 0-2 |

| Gruppe E | Kampe | Mål   | Point |
| -------- | ----- | ----- | ----- |
| Rusland  | 5     | 27-10 | 15    |
| Sverige  | 5     | 21-7  | 12    |
| Finland  | 5     | 15-8  | 9     |
| Schweiz  | 5     | 9-16  | 6     |
| Danmark  | 5     | 11-26 | 3     |
| Italien  | 5     | 4-20  | 0     |

| Dato | Kamp                     | Res. | Perioder          |
| ---- | ------------------------ | ---- | ----------------- |
| 3.5. | USA - Slovakiet          | 4-2  | 2-1, 2-0, 0-1     |
| 3.5. | Tyskland - Tjekkiet      | 2-0  | 1-0, 0-0, 1-0     |
| 4.5. | Canada - Hviderusland    | 6-3  | 0-1, 5-0, 1-2     |
| 5.5. | USA - Tyskland           | 3-0  | 1-0, 1-0, 1-0     |
| 5.5. | Tjekkiet - Slovakiet     | 2-3  | 1-0, 0-2, 1-1     |
| 6.5. | Slovakiet - Hviderusland | 4-3  | 1-1, 2-2, 1-0     |
| 6.5. | Tjekkiet - Canada        | 3-4  | 1-0, 1-1, 1-2 0-1 |
| 7.5. | Hviderusland - Tyskland  | 5-6  | 2-3, 2-1, 1-2     |
| 7.5. | Canada - USA             | 6-3  | 4-0, 1-2, 1-1     |

| Gruppe F     | Kampe | Mål   | Point |
| ------------ | ----- | ----- | ----- |
| Canada       | 5     | 24-15 | 14    |
| USA          | 5     | 18-13 | 9     |
| Slovakiet    | 5     | 18-15 | 9     |
| Tjekkiet     | 5     | 17-14 | 7     |
| Tyskland     | 5     | 11-16 | 6     |
| Hviderusland | 5     | 14-29 | 0     |

Rusland, Sverige, Finland, Schweiz, Canada, USA, Slovakiet og Tjekkiet gik videre til kvartfinalerne.

### Slutspil
| Dato         | Kamp                | Tid | Perioder               |
| ------------ | ------------------- | --- | ---------------------- |
| Kvartfinaler |                     |     |                        |
| 9.5.         | Rusland - Tjekkiet  | 4-0 | 1-0, 0-0, 3-0          |
| 9.5.         | Sverige - Slovakiet | 7-4 | 1-2, 3-0, 3-2          |
| 10.5.        | Canada - Schweiz    | 5-1 | 1-0, 2-1, 2-0          |
| 10.5.        | USA - Finland       | 4-5 | 0-1, 3-3, 1-0 0-0, 0-1 |
| Semifinaler  |                     |     |                        |
| 12.5.        | Rusland - Finland   | 1-2 | 1-1, 0-0, 0-0 0-1      |
| 12.5.        | Canada - Sverige    | 4-1 | 3-0, 1-1, 0-0          |
| Bronzekamp   |                     |     |                        |
| 13.5.        | Rusland - Sverige   | 3-1 | 2-0, 1-0, 0-1          |
| Finale       |                     |     |                        |
| 13.5.        | Canada - Finland    | 4-2 | 2-0, 1-0, 1-2          |

### Medaljevindere
| Guld | Sølv | Bronze |
| --- | --- | --- |
| Canada | Finland | Rusland |
| Colby Armstrong Eric Brewer Mike Cammalleri Jason Chimera Mike Commodore Shane Doan Dan Hamhuis Barret Jackman Matthew Lombardi Christopher Mason Jamal Mayers Jay McClement Cory Murphy Rick Nash Dion Phaneuf Dwayne Roloson Nick Schultz Eric Staal Jordan Staal Jonathan Toews Cam Ward Shea Weber Justin Williams | Aki-Petteri Berg Sean Bergenheim Jukka Hentunen Tomi Kallio Niko Kapanen Ville Koistinen Mikko Koivu Petri Kontiola Lasse Kukkonen Jukka-Pekka Laamanen Jere Lehtinen Kari Lehtonen Tuuka Mäntylä Antti Miettinen Fredrik Norrena Petteri Nummelin Timo Pärssinen Ville Peltonen Mika Pyörälä Jarkko Ruutu Tuomo Ruutu Pekka Saravo Toni Söderholm Jari Viuhkola Mika Wallinheimo | Vitaly Athushov Konstantin Barulin Sergei Brylin Alexei Emelin Alexander Eremenko Alexander Frolov Sergei Gonchar Denis Grebeshkov Alexander Kharitonov Maxim Kondratiev Konstantin Korneev Vasiliy Koshechkin Ilya Kovalchuk Nikolai Kulemin Evgeni Malkin Andrei Markov Alexei Morozov Ivan Nepryaev Ilya Nekulin Alexander Ovechkin Vitali Proshkin Alexander Radulov Petr Schastlivyy Danis Zaripov Sergei Zinoviev |

### Nedrykningsrunde
De fire hold, der sluttede på sidstepladsen i de fire indledende grupper, spiller i nedrykningsrunden om at undgå de to nedrykningspladser. De to bedste hold kvalificerer sig til næste VM, mens de to dårligste "rykker ned" i 1. division.
Gruppe G
| Dato | Kamp              | Tid | Perioder          |
| ---- | ----------------- | --- | ----------------- |
| 4.5. | Østrig - Norge    | 2-3 | 0-0, 1-2, 1-0 0-1 |
| 4.5. | Letland - Ukraine | 5-0 | 2-0, 2-0, 1-0     |
| 6.5. | Letland - Østrig  | 5-1 | 1-0, 1-0, 3-1     |
| 6.5. | Ukraine - Norge   | 3-2 | 1-0, 1-2, 1-0     |
| 7.5. | Østrig - Ukraine  | 8-4 | 3-1, 3-2, 2-1     |
| 7.5. | Norge - Letland   | 7-4 | 3-2, 3-0, 1-2     |

| Gruppe G | Kampe | Mål   | Point |
| -------- | ----- | ----- | ----- |
| Letland  | 3     | 14-8  | 6     |
| Norge    | 3     | 12-9  | 5     |
| Østrig   | 3     | 11-12 | 4     |
| Ukraine  | 3     | 7-15  | 3     |

Resultaterne betød, at Østrig og Ukraine rykkede ned i 1. division til VM 2008. Østrig rykkede ned efter kun én sæson i den bedste gruppe, mens Ukraine for første gang siden VM 1998 måtte en tur ned i den næstbedste gruppe. De to nedrykkere blev erstattet af vinderne af de to 1. divisionsgrupper, Frankrig og Slovenien.

### Danmarks trup
| Pos. | Nr. | Spiller               | Hold                 |
| ---- | --- | --------------------- | -------------------- |
| M    | 1   | Simon Nielsen         | Rødovre Mighty Bulls |
| M    | 30  | Michael Madsen        | Herlev Hornets       |
| M    | 31  | Peter Hirsch          | Leksands IF          |
| B    | 2   | Rasmus Pander         | Herning Blue Fox     |
| B    | 4   | Mads Bødker           | Rögle BK             |
| B    | 5   | Daniel Nielsen        | Herning Blue Fox     |
| B    | 6   | Stefan Lassen         | Herning Blue Fox     |
| B    | 7   | Jesper Damgaard       | Augsburger Panther   |
| B    | 25  | Andreas Andreasen     | EfB Ishockey         |
| B    | 55  | Mads Møller           | AaB Ishockey         |
| F    | 9   | Peter Regin           | Timrå IK             |
| F    | 10  | Bo Nordby Tranholm    | AaB Ishockey         |
| F    | 11  | Michael Smidt         | Rødovre Mighty Bulls |
| F    | 13  | Morten Green          | Leksands IF          |
| F    | 14  | Kirill Starkov        | Red Deer Rebels      |
| F    | 16  | Christoffer Kjærgaard | Herning Blue Fox     |
| F    | 18  | Mads Christensen      | Herning Blue Fox     |
| F    | 19  | Kim Staal             | Milwaukee Admirals   |
| F    | 20  | Rasmus Olsen          | AaB Ishockey         |
| F    | 21  | Thor Dresler          | Herlev Hornets       |
| F    | 24  | Alexander Sundberg    | Rødovre Mighty Bulls |
| F    | 27  | Jens Nielsen          | AaB Ishockey         |
| F    | 29  | Morten Madsen         | Victoriaville Tigres |
| F    | 51  | Frans Nielsen         | New York Islanders   |

## 1. division
De 12 næstbedste hold spillede om verdensmesterskabet i 1. division (tidligere kaldt B-VM). Holdene var inddelt i to grupper, der spillede alle-mod-alle, og de to gruppevindere kvalificerede sig til næste års VM (tidl. A-VM). De to hold, der sluttede på sidstepladsen i hver gruppe, rykkede ned i 2. division.
Gruppe A blev spillet i Qiqihar, Kina, mens gruppe B blev afviklet i Hala Tivoli, Ljubljana, Slovenien.
| Dato  | Kamp                  | Res. | Perioder               |
| ----- | --------------------- | ---- | ---------------------- |
| 15.4. | Kina - Kasakhstan     | 0-12 | 0-3, 0-5, 0-4          |
| 15.4. | Estland - Frankrig    | 4-3  | 0-1, 3-2, 0-0 0-0, 1-0 |
| 15.4. | Holland - Polen       | 3-4  | 0-1, 1-2, 2-0 0-0, 0-1 |
| 16.4. | Kasakhstan - Estland  | 2-1  | 0-0, 1-0, 1-1          |
| 16.4. | Frankrig - Holland    | 4-2  | 1-1, 2-1, 1-0          |
| 16.4. | Polen - Kina          | 9-1  | 2-0, 4-1, 3-0          |
| 18.4. | Kasakhstan - Holland  | 5-2  | 3-1, 1-1, 1-0          |
| 18.4. | Kina - Estland        | 4-5  | 1-4, 2-1, 1-0          |
| 18.4. | Frankrig - Polen      | 4-0  | 1-0, 3-0, 0-0          |
| 19.4. | Estland - Holland     | 3-4  | 1-1, 1-1, 1-1 0-1      |
| 19.4. | Polen - Kasakhstan    | 5-2  | 2-0, 3-2, 0-0          |
| 19.4. | Frankrig - Kina       | 10-0 | 6-0, 3-0, 1-0          |
| 21.4. | Holland - Kina        | 9-3  | 5-0, 1-2, 3-1          |
| 21.4. | Polen - Estland       | 4-3  | 1-2, 2-0, 0-1 1-0      |
| 21.4. | Kasakhstan - Frankrig | 1-3  | 0-1, 1-0, 0-2          |

| Gruppe A   | Kampe | Mål   | Point |
| ---------- | ----- | ----- | ----- |
| Frankrig   | 5     | 24-7  | 13    |
| Polen      | 5     | 22-13 | 10    |
| Kasakhstan | 5     | 22-11 | 9     |
| Estland    | 5     | 16-17 | 7     |
| Holland    | 5     | 20-19 | 6     |
| Kina       | 5     | 8-45  | 0     |

| Dato  | Kamp                       | Res. | Perioder               |
| ----- | -------------------------- | ---- | ---------------------- |
| 15.4. | Storbritannien - Japan     | 4-3  | 2-0, 2-1, 0-2          |
| 15.4. | Ungarn - Litauen           | 6-1  | 2-0, 3-1, 1-0          |
| 15.4. | Rumænien - Slovenien       | 1-10 | 1-3, 0-2, 0-5          |
| 16.4. | Litauen - Storbritannien   | 3-2  | 0-1, 1-1, 2-0          |
| 16.4. | Japan - Rumænien           | 6-5  | 2-1, 2-1, 1-3 1-0      |
| 16.4. | Slovenien - Ungarn         | 4-1  | 3-0, 0-1, 1-0          |
| 18.4. | Litauen - Japan            | 2-6  | 0-1, 0-3, 2-2          |
| 18.4. | Rumænien - Ungarn          | 3-5  | 1-1, 2-4, 0-0          |
| 18.4. | Slovenien - Storbritannien | 4-0  | 0-0, 3-0, 1-0          |
| 19.4. | Litauen - Rumænien         | 5-2  | 1-1, 2-0, 2-1          |
| 19.4. | Ungarn - Storbritannien    | 4-2  | 0-1, 2-1, 2-0          |
| 19.4. | Japan - Slovenien          | 1-7  | 1-3, 0-1, 0-3          |
| 21.4. | Storbritannien - Rumænien  | 6-1  | 1-0, 4-1, 1-0          |
| 21.4. | Japan - Ungarn             | 3-4  | 0-0, 2-1, 1-2 0-0, 0-1 |
| 21.4. | Slovenien - Litauen        | 4-2  | 0-0, 2-1, 2-1          |

| Gruppe B       | Kampe | Mål   | Point |
| -------------- | ----- | ----- | ----- |
| Slovenien      | 5     | 29-5  | 15    |
| Ungarn         | 5     | 20-13 | 11    |
| Japan          | 5     | 19-22 | 6     |
| Storbritannien | 5     | 14-15 | 6     |
| Litauen        | 5     | 13-20 | 6     |
| Rumænien       | 5     | 12-32 | 1     |

Resultaterne betød, at Frankrig og Slovenien rykkede op i den bedste gruppe til VM i Canada i 2008. For Slovenien betød det, at holdet vendte tilbage til VM efter kun ét år 1. division, mens Frankrig senest havde optrådt på højeste niveau ved VM i 2004. De to hold blev erstattet af de to nedrykkere fra A-VM.
Ud af 1. division rykkede Kina og Rumænien – begge efter blot én sæson på dette niveau. De blev erstattet af vinderne af de to 2. divisionsgrupper, Kroatien og Sydkorea.

## 2. division
De 12 tredjebedste hold spillede om verdensmesterskabet i 2. division (tidligere kaldt C-VM). Holdene var inddelt i to grupper, der spillede alle-mod-alle, og de to gruppevindere kvalificerede sig til næste års VM i 1. division. De to hold, der sluttede på sidstepladsen i hver gruppe, rykkede ned i 3. division.
Gruppe A blev spillet i Dom Sportova, Zagreb, Kroatien, mens gruppe B blev afviklet i Mok-Dong Arena, Seoul, Sydkorea. Den 30. marts – tre dage før turneringens start – meldte Nordkorea afbud til gruppe B i Sydkorea, og derfor blev den gruppe gennemført med kun fem hold.
| Dato  | Kamp                 | Res. | Perioder       |
| ----- | -------------------- | ---- | -------------- |
| 11.4. | Tyrkiet - Serbien    | 4-6  | 0-1, 3-0, 1-5  |
| 11.4. | Bulgarien - Spanien  | 0-4  | 0-0, 0-1, 0-3  |
| 11.4. | Belgien - Kroatien   | 4-13 | 0-6, 2-3, 2-4  |
| 12.4. | Bulgarien - Belgien  | 0-6  | 0-4, 0-1, 0-1  |
| 12.4. | Spanien - Tyrkiet    | 10-2 | 3-1, 3-0, 4-1  |
| 12.4. | Kroatien - Serbien   | 2-0  | 1-0, 0-0, 1-0  |
| 14.4. | Bulgarien - Tyrkiet  | 7-5  | 3-3, 2-2, 2-0  |
| 14.4. | Belgien - Serbien    | 2-1  | 0-1, 1-0, 1-0  |
| 14.4. | Kroatien - Spanien   | 8-2  | 2-0, 3-1, 3-1  |
| 15.4. | Spanien - Belgien    | 2-3  | 1-2, 1-0, 0-1  |
| 15.4. | Serbien - Bulgarien  | 7-1  | 2-0, 0-1, 5-0  |
| 15.4. | Tyrkiet - Kroatien   | 2-25 | 0-7, 1-11, 1-7 |
| 17.4. | Serbien - Spanien    | 4-7  | 2-5, 1-1, 1-1  |
| 17.4. | Belgien - Tyrkiet    | 10-2 | 5-1, 3-1, 2-0  |
| 17.4. | Kroatien - Bulgarien | 10-2 | 1-1, 4-0, 5-1  |

| Gruppe A  | Kampe | Mål   | Point |
| --------- | ----- | ----- | ----- |
| Kroatien  | 5     | 58-10 | 15    |
| Belgien   | 5     | 25-18 | 12    |
| Spanien   | 5     | 25-17 | 9     |
| Serbien   | 5     | 18-16 | 6     |
| Bulgarien | 5     | 10-32 | 3     |
| Tyrkiet   | 5     | 15-58 | 0     |

| Dato | Kamp                   | Res.   | Perioder      |
| ---- | ---------------------- | ------ | ------------- |
| 2.4. | Sydkorea - Mexico      | 6-1    | 1-0, 3-1, 2-0 |
| 2.4. | Australien - Israel    | 4-1    | 2-1, 0-0, 2-0 |
| 2.4. | Island - Nordkorea     | Aflyst | Aflyst        |
| 3.4. | Israel - Nordkorea     | Aflyst | Aflyst        |
| 3.4. | Sydkorea - Australien  | 5-4    | 3-2, 0-1, 2-1 |
| 3.4. | Mexico - Island        | 2-3    | 0-2, 0-1, 2-0 |
| 5.4. | Israel - Mexico        | 3-1    | 1-0, 1-0, 1-1 |
| 5.4. | Sydkorea - Island      | 17-2   | 8-1, 5-1, 4-0 |
| 5.4. | Australien - Nordkorea | Aflyst | Aflyst        |
| 7.4. | Australien - Island    | 5-3    | 2-1, 1-1, 2-1 |
| 7.4. | Israel - Sydkorea      | 2-5    | 1-3, 0-1, 1-1 |
| 7.4. | Nordkorea - Mexico     | Aflyst | Aflyst        |
| 8.4. | Mexico - Australien    | 2-12   | 0-2, 2-6, 0-4 |
| 8.4. | Island - Israel        | 1-5    | 0-1, 1-1, 0-3 |
| 8.4. | Nordkorea - Sydkorea   | Aflyst | Aflyst        |

| Gruppe B   | Kampe        | Mål          | Point        |
| ---------- | ------------ | ------------ | ------------ |
| Sydkorea   | 4            | 33-9         | 12           |
| Australien | 4            | 25-11        | 9            |
| Israel     | 4            | 11-11        | 6            |
| Island     | 4            | 9-29         | 3            |
| Mexico     | 4            | 6-24         | 0            |
| Nordkorea  | Meldte afbud | Meldte afbud | Meldte afbud |

Dermed rykkede Kroatien og Sydkorea op i 1. division til VM 2008. Tyrkiet og Nordkorea rykkede ned i 3. division. De fire hold blev i 2. division erstattet af Kina og Rumænien, som rykkede ned fra 1. division, samt New Zealand og Irland, som rykkede op fra 3. division.

## 3. division
VM i 3. division (tidl. kaldt D-VM) blev spillet i Dundalk Ice Dome, Dundalk, Irland. Seks landshold var tilmeldt, men holdet fra Armenien meldte afbud, og derfor blev turneringen gennemført med kun fem hold. Mongoliet deltog for første gang i VM i ishockey. De to bedste hold rykkede op i 2. division.
| Dato  | Kamp                     | Res.   | Perioder               |
| ----- | ------------------------ | ------ | ---------------------- |
| 15.4. | Irland - Mongoliet       | 11-0   | 2-0, 7-0, 2-0          |
| 15.4. | Sydafrika - Luxembourg   | 2-5    | 1-1, 0-2, 1-3          |
| 15.4. | New Zealand - Armenien   | Aflyst | Aflyst                 |
| 16.4. | Sydafrika - Armenien     | Aflyst | Aflyst                 |
| 16.4. | Luxembourg - Mongoliet   | 10-1   | 4-0, 3-0, 3-1          |
| 16.4. | New Zealand - Irland     | 4-2    | 0-1, 1-1, 3-0          |
| 18.4. | Mongoliet - Sydafrika    | 1-14   | 0-2, 1-5, 0-7          |
| 18.4. | Armenien - Irland        | Aflyst | Aflyst                 |
| 18.4. | Luxembourg - New Zealand | 3-8    | 0-1, 1-5, 2-2          |
| 19.4. | Mongoliet - New Zealand  | 1-10   | 0-3, 0-2, 1-5          |
| 19.4. | Armenien - Luxembourg    | Aflyst | Aflyst                 |
| 19.4. | Sydafrika - Irland       | 1-3    | 1-1, 0-1, 0-1          |
| 21.4. | Armenien - Mongoliet     | Aflyst | Aflyst                 |
| 21.4. | New Zealand - Sydafrika  | 7-0    | 2-0, 3-0, 2-0          |
| 21.4. | Irland - Luxembourg      | 4-3    | 0-0, 2-3, 1-0 0-0, 1-0 |

| 3. division | Kampe        | Mål          | Point        |
| ----------- | ------------ | ------------ | ------------ |
| New Zealand | 4            | 29-6         | 12           |
| Irland      | 4            | 20-8         | 8            |
| Luxembourg  | 4            | 21-15        | 7            |
| Sydafrika   | 4            | 17-16        | 3            |
| Mongoliet   | 4            | 3-45         | 0            |
| Armenien    | Meldte afbud | Meldte afbud | Meldte afbud |

Resultaterne betød, at New Zealand og Irland rykkede op i 2. division til VM 2008. De blev erstattet af Nordkorea og Tyrkiet, som rykkede ned fra 2. division.